# Energiehal
L’Energiehal (« Halle de l'énergie » en néerlandais) est une ancienne salle à vocation sportive et événementielle de Rotterdam, dans le quartier du polder de Blijdorp (nl). Construite en 1955 à l'occasion de la « Nationale Energie Manifestatie », elle a été démolie à la fin des années 1990.

## Histoire
L'Energiehal a été construite à l'occasion de l'exposition intitulée Nationale Energie Manifestatie 1955 (nl) qui s'est déroulée entre mai et septembre 1955 à Rotterdam. Le bureau d'architectes rotterdamois Van den Broek en Bakema (nl) se voit confier à cette occasion la construction de l'Ahoyhal et de l'Energiehal, cette dernière disposant d'une surface d'exposition de 6 000 m2. Cette manifestation se déroule alors un peu partout dans le quartier de Dijkzigt, quartier où se trouve désormais la faculté de médecine de l'université Érasme de Rotterdam. Après l'exposition, l'Energiehal est déplacée, et se trouve près du Kleinpolderplein (nl), où elle sert pendant des années de halle sportive.
Pendant les années 1990, l'Energiehal accueille pratiquement tous les mois des événements hardcores. Parmi celles-ci, on peut citer A Nightmare in Rotterdam, Terrordome, Megarave, Eurorave, Night of the Ravers. L'Energiehal est réputée au sein de la scène gabber pour ses très bonnes installations de sonorisation. La salle est considérée comme « la Mecque du gabber, » et associe pour le monde entier Rotterdam et gabber
À la fin des années 1990, l'Energiehal est démolie, pour laisser place à un parking desservant le zoo de Rotterdam, un établissement de la chaîne hôtelière Domina, à présent rattaché au groupe Van der Valk.